# Списак музичких албума објављених у 2008. години
Овај чланак садржи списак музичких албума који су објављени током 2008. године.

## Фебруар
| Датум       | Извођач(и)          | Назив албума | Изв.  |
| ----------- | ------------------- | ------------ | ----- |
| 19. фебруар | Secondhand Serenade |              | [ 1 ] |
| 26. фебруар | MyChildren MyBride  |              | [ 1 ] |

## Април
| Датум     | Извођач(и)                   | Назив албума | Изв.  |
| --------- | ---------------------------- | ------------ | ----- |
| 1. април  | Sun Kil Moon                 |              | [ 2 ] |
| 15. април | The Brian Jonestown Massacre |              | [ 2 ] |

## Мај
| Датум   | Извођач(и)         | Назив албума |
| ------- | ------------------ | ------------ |
| 6. мај  | Kayo Dot           |              |
| 13. мај | Stick to Your Guns |              |

## Октобар
| Датум       | Извођач(и)               | Назив албума |
| ----------- | ------------------------ | ------------ |
| 7. октобар  | Hey Monday               |              |
| 14. октобар | Sixpence None the Richer |              |